# Yōko Hikasa
Yōko Hikasa (日笠 陽子?, Hikasa Yōko; Kanagawa, 16 luglio 1985) è una doppiatrice e cantante giapponese.
È affiliata alla I'm Enterprise.
Hikasa ha iniziato a voler diventare una doppiatrice dopo aver visto Sailor Moon e Neon Genesis Evangelion, e in seguito ha partecipato alla Nihon Narration Engi Kenkyūjo, una scuola per seiyū.

## Ruoli

### Animazione TV
2007
- Sketchbook ~full color's~ - Minamo Negishi

2008
- Ikki Tousen: Great Guardians - Ragazza
- Ghost Hound - Bambina della Scuola elementare
- Persona -trinity soul-
- Monochrome Factor - Studentessa

2009
- Asura Cryin' - Ritsu Shioizumi,[2] Kotori Arayashiki
- K-On! - Mio Akiyama[3]
- Tetsuwan Birdy: Decode 02 - Strega
- Luminous Arc 3 - Angel Miria
- Toradora! - Studentessa
- Nogizaka Haruka no himitsu - Iwai Hinasaki, Yayoi Kayahara
- Basquash! - Bambina
- Umineko no naku koro ni - Satan

2010
- Chū-Bra!! - Kiyono Amahara[4]
- The Qwaser of Stigmata - Hana Katsuragi[5]
- Ichiban ushiro no dai maō - Junko Hattori[6]
- K-On!! - Mio Akiyama
- Working!! - Izumi Takanashi
- Seikimatsu Occult Gakuin - Maya Kumashiro
- Seitokai yakuindomo -  Shino Amakusa
- Giri Giri Airu Village - Nyasuta
- Sora no Otoshimono Forte - Hiyori Kazane

2011
- IS (Infinite Stratos) - Hōki Shinonono
- Kore wa zombie desu ka? - Seraphim
- Beelzebub - Azusa Fujisaki
- Rio: Rainbow Gate! - Linda
- Dog Days - Brioche d'Arquien
- Moshidora - Minami Kawashima
- Nurarihyon no Mago: Sennen Makyou - Kyokotsu (daughter)
- Ro-Kyu-Bu! - Saki Nagatsuka
- The Qwaser of Stigmata II - Hana Katsuragi
- Working'!! - Izumi Takanashi

2012
- Campione! - Erica Brandelli
- Code:Breaker - Sakura Sakurakouji
- Danshi kōkōsei no nichijō - Literature Girl (Yassan)
- Dog Days' - Brioche d'Arquien
- Driland - Haruka
- Gokujyo. - Akabane Aya
- Hagure yūsha no estetica - Miu Ousawa[7]
- High School DxD - Rias Gremory
- Hyōka - Quiz Study Group Chairman
- Inu x Boku SS - Nobara Yukinokouji
- Kingdom - Qiang Lei
- Medaka Box Abnormal - Saki Sukinasaki
- Mōretsu Pirates - Lynn Lambretta
- Muv-Luv Alternative: Total Eclipse - Niram Rawamunando
- Kore wa zombie desu ka? Of the Dead - Seraphim
- Hayate no Gotoku: Can't Take my Eyes off You - Kayura Tsurugino
- Btooom! - Hidemi Kinoshita
- Danganronpa: The Animation - Kyōko Kirigiri

2013
- Cuticle tantei Inaba - Gabriella
- I fiori del male - Nanako Saeki
- Boku wa Tomodachi ga Sukunai NEXT - Hinata Hidaka
- Hataraku maō-sama! - Emi Yusa/Emilia Justina
- Hyakka Ryōran Samurai Bride - Musashi Miyamoto
- Pokémon: Best Wishes! Season 2 - Ellie (ep 113)
- Yama no Susume - Kaede Saitō
- Ginga Kikōtai Majestic Prince - Kei Kugimiya
- High School DxD New - Rias Gremory
- Ro-Kyu-Bu! SS - Saki Nagatsuka
- IS (Infinite Stratos) 2 - Hōuki Shinonono
- Karneval - Tsubaki
- Senki Zesshou Symphogear G - Maria Cadenzavna Eve
- Free! - Rei Ryugazaki (bambino)

2014
- No Game No Life - Stephanie Dola

2015
- DanMachi Freya
- In realtà io sono... Tōko Shiragami
- High School DxD BorN - Rias Gremory

2016
- Berserk (2016) - Farnese de Vandimion
- Danganronpa 3: The End of Hope's Peak Academy - Kyoko Kirigiri
- Flip Flappers - Sayuri

2017
- Interviews with Monster Girls - Sakie Satō
- Piacevole: My Italian Dining - Ruri Fujiki
- Juni Taisen: Zodiac War - Toshiko Inō/Inōnoshishi
- Aikatsu Stars! - Elza Forte

2018
- High School DxD HERO - Rias Gremory
- Sword Art Online Alternative: Gun Gale Online - Pitohui/Elsa Kanzaki
- Goblin Slayer - Strega
- Senran Kagura: Shinovi Master - Ryobi

2019
- Mahō shōjo tokushusen Asuka - Rau Peipei
- Arifureta shokugyō de sekai saikyō - Tio Klarus
- Isekai Cheat Magician - Grami
- Aikatsu Friends! - Hibiki Tenshō

2020
- Infinite Dendrogram - Nagisa Ichimiya/Marie Adler
- Jujutsu kaisen - Sorcery Fight - Utahime Iori
- Wandering Witch: The Journey of Elaina - Sheila[8]

2021
- Shaman King - Yoh Asakura, Hana Asakura
- Cells at Work! Black - globulo bianco (Neutrofila)
- Vivy: Fluorite Eye's Song, Estella
- Aikatsu Planet! - Luxe Sunflower

2022
- RWBY: Ice Queendom - Weiss Schnee
- A Couple of Cuckoos - Namie Umino[9]

2023
- The Eminence in Shadow - Un giorno sarò l'eminenza grigia - Iris Midgar
- Il mio matrimonio felice - Hazuki Kudou
- Power of Hope: Pretty Cure Full Bloom - Bell
- I tormenti della vampira reclusa - Karen Helvetius[10]

2024
- Le mie adorate maghette - Michiko Tanaka/Lord Enorme/Shion Imita/Imitatio
- Dungeon Food - Maizuru
- Shaman King Flowers - Hana Asakura, Yoh Asakura
- Shangri-La Frontier - Arthur Pencilgon
- Why Does Nobody Remember Me in This World? (Vanessa)
- VTuber Legend: How I Went Viral after Forgetting to Turn Off My Stream - Hareru Asagiri
- Uzumaki - Kyoko Sekino
- Dragon Ball Daima - Dr. Arinsu

### OAV
- Final Fantasy VII: Advent Children - Edge Citizen

### ONA
- Vlad Love: Jinko Sumida
- Pluto - Atom

### Film
- Eiga Smile Pretty Cure! - Ehon no naka wa minna chiguhagu! - Cenerentola
- Gekijōban mahōka kōkō no rettōsei: Hoshi o yobu shōjo - Angelina Kudo Shields[11]
- Keroro Gunso the Super Movie 3: Keroro vs. Keroro Great Sky Duel - Donna

### Videogiochi
- Luminous Arc 3: Eyes - Miria
- Queen's Blade: Spiral Chaos - Dora
- Danganronpa: Trigger Happy Havoc - Kyoko Kirigiri
- Akiba's Trip - Rui Fumizuki
- Hakuisei ren'ai shōkōgun - Nagisa Fujisawa
- MegaZone 23: Part III - Mami Nakagawa
- Queen's Gate: Spiral Chaos - Junko Hattori, Hana Katsuragi, Dora
- Nurse Love Syndrome - Nagisa Fujisawa
- Lollipop Chainsaw - Juliet Starling (versione PS3)
- Danganronpa 2: Goodbye Despair - Kyoko Kirigiri
- Senran Kagura: Shinovi Versus - Ryobi
- Muramasa Rebirth - Shirohebi
- Granblue Fantasy - Anne, Selfira
- Dengeki Bunko: Fighting Climax - Saki Nagatsuka
- Senran Kagura: Bon Appétit! - Ryobi
- Senran Kagura: Estival Versus - Ryobi
- Trillion: God of Destruction - Faust
- Dengeki Bunko: Fighting Climax Ignition - Emi Yusa/Emilia Justina, Saki Nagatsuka
- Fate/Grand Order - Berserker/Kijyo Koyo
- Valkyrie Drive: Bhikkhuni - Momo Kuzuryu
- Street Fighter V - Laura Matsuda
- Dragon Quest Heroes II - Myra
- World of Final Fantasy - Refia
- Berserk and the Band of the Hawk - Farnese de Vandimion
- Danganronpa V3: Killing Harmony - Kyoko Kirigiri
- Fire Emblem Heroes - Athena, Fir, Leila, Ivy
- Senran Kagura: Peach Beach Splash - Ryobi
- Azur Lane - USS St. Louis, USS Honolulu
- Dragon Quest Rivals - Myra
- Our World is Ended - Yoko Ichinose
- Shinobi Master Senran Kagura: New Link - Ryobi, Rias Gremory
- Xenoblade Chronicles 2 - Newt
- Atelier Lydie and Suelle: The Alchemists and the Mysterious Paintings - Mireille Ferrie Adalet
- Sword Art Online: Fatal Bullet - Pitohui/Elsa Kanzaki
- Princess Connect! Re:Dive - Nozomi, Anne
- Senran Kagura Burst Re:Newal - Ryobi
- BlazBlue: Cross Tag Battle - Weiss Schnee
- Bombergirl - Emera
- Dragalia Lost - Celliera
- Super Neptunia RPG - Paix St. Gliss
- Dragon Marked for Death - Imperatrice
- Arknights - Kal'tsit
- Pokémon Masters EX - Camelia
- Indivisible - Razmi
- OneeChanbara ORIGIN - Aya
- Kandagawa Jet Girls - Ryobi
- Persona 5 Strikers - Kuon Ichinose
- Moe! Ninja Girls RPG - Enju Saion-ji
- Genshin Impact - Emile
- Jack Jeanne - Akika Anzai
- The Legend of Heroes: Trails through Daybreak - Judith Lanster, Grimcat
- Super Robot Wars 30 - Kei Kugimiya
- The Legend of Heroes: Trails through Daybreak II - Judith Lanster
- Star Ocean: The Divine Force - Malkya Trathen
- Goddess of Victory: Nikke - Neve, Red Hood
- Dragon Quest Treasures - Grazia, vari mostri
- Fire Emblem: Engage - Ivy
- Omega Strikers - Estelle
- 404 Game Re:set - Daytona USA
- Yohane the Parhelion: BLAZE in the DEEPBLUE - Lailaps
- Dragon Quest Monsters: Il Principe oscuro - Myra
- Jujutsu Kaisen Cursed Clash - Utahime Iori
- Eiyuden Chronicle: Hundred Heroes - Hildi
- Visions of Mana - Palamena
- Metaphor: ReFantazio - Brigitta Lycaon
- Farmagia - Lisan, Charlot, Anemone
- Like a Dragon: Pirate Yakuza in Hawaii - Naomi Rich
- Xenoblade Chronicles X: Definitive Edition - Nielnail
- Atelier Yumia: The Alchemist of Memories & the Envisioned Land - Lili Borea

### Singoli e album
Come doppiatrice per Mio Akiyama in K-on, ha partecipato a quattro singoli e due album.
- Cagayake! Girls
- Don't say 'lazy'
- Fuwa fuwa jikan (ふわふわ時間?)
- Mio Akiyama
- Hōkago teatime (放課後ティータイム?)
- Rhythm Dimension

Yoko Hikasa ha anche prestato la sua voce per cantare alcune sigle anime:
- Utsukushiki zankoku na sekai (美しき残酷な世界?), prima sigla finale della serie anime de L'attacco dei giganti
- Owaranai no uta (終わらない詩?), sigla del film d'animazione Hal